# آلبرت توماس سوبرپرا
آلبرت توماس سوبرپرا (انگلیسی: Albert Tomàs؛ زادهٔ ۱۹ دسامبر ۱۹۷۰) بازیکن فوتبال اهل اسپانیا است.